# An Unusual Sacrifice
An Unusual Sacrifice è un cortometraggio muto del 1912. Il nome del regista non viene riportato nei credit del film prodotto dalla Edison.

## Produzione
Il film fu prodotto dalla Edison Company.

## Distribuzione
Distribuito dalla General Film Company, il film - un cortometraggio in una bobina - uscì nelle sale cinematografiche statunitensi il 26 aprile 1912.